# Раян Мендеш
Ра́ян Исаа́к Ме́ндеш да Гра́са (на португалски: Ryan Isaac Mendes da Graça) е футболист на Кабо Верде, играещ като нападател за турския Фатих Карагюмрюк и националния отбор на Кабо Верде. Участник в Купата на африканските нации 2013, 2015, 2021 и 2023. През 2024 в Купата на африканските нации 2023 вкарва два гола (втория гол за отбора си срещу Мозамбик при победата с 3:0 в групите и единствения гол на 1/8 финалите срещу Мавритания при победата с 1:0.

## Успехи
Шарджа
- Про лига на ОАЕ
  -  Шампион (1): 2018/19